# Renault Char B1
Der Char de Manoeuvre B, später Char de Bataille B1, ist ein von Renault in der Zwischenkriegszeit entwickelter Panzer, der im Zweiten Weltkrieg von den Streitkräften Frankreichs und später der deutschen Wehrmacht eingesetzt wurde.

## Entwicklung

### Hintergrund
Die Geschichte des Char B1 geht zurück auf eine Denkschrift von General Jean Baptiste Eugène Estienne aus dem Jahr 1919, als er in seinem Mémoire sur les missions des chars blindés en campagne das Konzept eines Char de Bataille beschreibt. Dieser neue Typ eines Kampfpanzers sollte die feindliche Linien durchbrechen, feindliche Befestigungen und Geschützstellungen zerstören und feindliche Panzer bekämpfen können. Eine militärische Kommission unter General Edmond Buat veranlasste im Januar 1921 ein Entwicklungsprojekt für ein solches Fahrzeug. Um die Kosten für das Fahrzeug überschaubar zu halten, wurde die große Hauptwaffe in der Art eines Sturmgeschützes in der Wanne montiert. Aus Platzgründen war ein seitliches Richten dieser Waffe nur mit dem gesamten Fahrzeug möglich, das Höhenrichten war jedoch umfassend möglich.
Die auf Basis der Kommissionsarbeit erstellte Ausschreibung forderte ein maximales Gewicht von 13 t, eine Panzerungsdicke von 25 mm an den stärksten Stellen, eine möglichst niedrige Wanne, um mit der Haubitze in die Sichtöffnungen von Bunkern feuern zu können, sowie einen kleinen MG-Turm – mit dem Zweck, feindliche Infanterie auf Abstand zu halten. Gleichzeitig sollte der Kommandant durch den Turm besser das Gefechtsfeld beobachten können, damit er seine dreiköpfige Besatzung führen konnte. Es sollten zwei Versionen gebaut werden. Ein Unterstützungspanzer mit der 7,5-cm-Kanone und ein Panzer mit einem 47-mm-Panzerabwehrgeschütz an Stelle der 75-mm-Kanone.
Seitens der französischen Industrie hatte man ein großes Interesse an diesem Projekt. Dies hatte in der Vergangenheit zu einem für den Entwicklungsprozess „ungesunden“ Wettbewerb zwischen den Firmen geführt. General Estienne hatte genau dies in der Vergangenheit schon während des Ersten Weltkrieges erlebt und wollte eine ähnliche Situation für den neuen Panzer auf jeden Fall vermeiden. Er nutzte seine Position als Generalinspekteur der französischen Panzertruppen aus und zwang die Industrie in den „Estienne accord“, eine Übereinkunft der Hersteller, ohne Wettbewerbsgedanken in dieses Projekt zu gehen. Um beteiligt zu werden, mussten die Firmen darüber hinaus vorher bestätigen, dass mögliche Patente aus der Entwicklung des neuen Panzers der Armee überlassen würden, und diese die Erlaubnis hatte, aus allen Projekten einen einzigen Typen zu formen. Im Gegenzug wurde der Industrie ein Auftragsvolumen von nicht weniger als 1.000 Panzern zugesagt.
Unter diesen Bedingungen wurden im Jahr 1921 letztlich vier Projekte gestartet. Zwei Fahrzeuge, das SRA und das SRB, waren eine Kooperation von Renault und Schneider. Ein weiteres Projekt wurde von Forges et Aciéries de la Marine et d’Homécourt (FAMH) beigesteuert; der Firma, die bereits den „Saint-Chamond Panzer“ im Ersten Weltkrieg gebaut hatte und welcher nach dem Ort der Produktionsstätte benannt wurde. Das vierte und letzte Projekt stammte von Forges et Chantiers de la Méditerranée (FCM) und trug die Bezeichnung FCM 21. Entsprechend der Vereinbarung hätten Renault und Schneider 250 Fahrzeuge gefertigt, FAMH und FCM je 125, und ein fünfter Hersteller, Delaunay-Belleville, dem man zuvor den Vorschlag eines verbesserten FT-17 gestrichen hatte, sollte einen Kontrakt über 83 Fahrzeuge erhalten. Die übrigen 167 Fahrzeuge sollten später von staatlicher Seite den Herstellern zugeordnet werden.
Am 13. Mai 1924 konnten vier Prototypen im „Atelier de Rueil“ vorgestellt werden, wo diese verglichen wurden und eine 20 km lange Teststrecke bewältigen mussten. Anhand der Fahrzeugausfälle während dieser Tests wurde offensichtlich, dass es aus der Entwicklung heraus noch viele technische Probleme gab, die es zu beseitigen galt. Der SRA fiel sogar im wörtlichen Sinn auseinander. Motorreparaturen konnten nicht durchgeführt werden, da man an diese konstruktionsbedingt nicht herankam. Alle Projekte setzten auf eine dreiköpfige Besatzung, doch variierten erheblich in Größe, Form und der Art wie das Geschütz gerichtet wurde.

#### SRA
Der SRA war mit 19,5 t das schwerste Fahrzeug. Er war 5,95 m lang, 2,26 m hoch und 2,49 m breit. Die 75-mm-Kanone war auf der rechten Seite der Wanne montiert und ein gegossener Turm mit 30 mm Panzerung trug 2 Maschinengewehre. Es wurde über ein „epizyklisches“ Getriebe und hydraulische Scheibenbremsen gesteuert. Ein System, welches sich in der Erprobung als nicht präzise genug herausstellte.
Von vorne gesehen gab es beim SRA bereits erhebliche Ähnlichkeiten mit dem späteren Char B1. In der Seitenansicht orientierte sich die Konstruktion jedoch noch stark an anderen Modellen der Zeit, wie zum Beispiel dem englischen Medium Mark D. Dazu gehörte das „Snake“-Kettensystem, bei dem das hintere Antriebsrad höher lag als das vordere Leitrad. Die Federung basierte auf Blattfedern und ein Renault Sechszylinder mit 180 PS ermöglichte eine Maximalgeschwindigkeit von 17,5 km/h, was bei einem 400-l-Tank eine Reichweite von 140 km ermöglichte.

#### SRB
Der SRB war, obwohl er mit 7,00 m etwas länger war, mit 18,5 t Gesamtgewicht etwas leichter als der SRA. Bei einer nahezu gleichen Höhe von 2,28 m und einer Breite von 2,5 m war das geringere Gewicht in erster Linie auf die Bewaffnung mit der doch kleineren 47-mm-Panzerabwehrkanone zurückzuführen. Entsprechend dem geringeren Gewicht konnte mit 18 km/h eine geringfügig höhere Maximalgeschwindigkeit erreicht werden. Jedoch war durch einen kleineren Tank von 370 l die Reichweite auf 125 km reduziert. Bei diesem Projekt wurde ein besseres hydraulisches Federungssystem, ein hydraulisches „Naeder“-Getriebe von der Firma Chaize und eine „Fieux“-Kupplung verwendet. Letzter war kombiniert mit einem Getriebe des Herstellers Schneider. Die Ketten stammten vom FT-17 und waren für die Nutzung am SRB modifiziert worden. Der Kettenumlauf auf der oberen Seite war höher als beim SRA und ermöglichte es auf der linken Seite eine Tür einzubauen.

#### FAHM
Der „Saint Chamont“-Entwurf war 5,2 m lang, 2,4 m hoch und 2,43 m breit. Die 75-mm-Haubitze war in der Mitte der Wanne platziert und der Maschinengewehrturm war aus 25-mm-Stahlplatten zusammengenietet. Der weniger leistungsfähige 120-PS-Motor von Panhard, ermöglichte mit einem hydro-pneumatischen Federungssystem eine Maximalgeschwindigkeit von 18,2 km/h. Das geringe Tankvolumen von 230 l reduzierte seine Reichweite auf knapp siebzig Kilometer. Das „Snake“-Kettensystem wurde auf jeder Seite mit einem eigenen Getriebe vom Typ „Jeanny“ gesteuert.

#### FCM 21
Der FCM 21 war der leichteste der vier Prototypen, mit einem Gewicht von nur 15,64 t. Er war eigentlich ein verkleinerter Char 2C, der größte Panzer der französischen Armee, gebaut von FCM. Durch eine Breite von nur 2,05 m und einer Länge von 6,5 m wirkte das Fahrzeug sehr in die Länge gezogen. Der verhältnismäßig große, genietete Turm hatte ein stroboskopische Kuppel, die vom Char 2C übernommen worden war, jedoch seine Gesamthöhe auf 2,52 m brachte. Wie auch beim Char 2C war kein wirkliches Federungssystem für die 12 schmalen Laufrollen auf den beiden Seiten eingebaut worden. Die 75-mm-Haubitze in der Mitte der Wanne konnte durch einzelne Bremsen auf jeder Seite des „Snake“-Fahrwerks horizontal gerichtet werden. Der Motor war der gleiche wie beim FAHM, ein Panhard, der dem FCM 21 eine maximale Geschwindigkeit von 17,4 km/h ermöglichte. Angesichts des geringsten Gewichts hatte er mit seinem 500-l-Tank mit 175 km die größte Reichweite.

#### Ergebnis der ersten Versuche
Im März 1925 entschied General Estienne, dass der künftige Panzertyp im Bezug auf Form und mechanische Teile auf dem SRB basieren sollte. Die 75-mm-Kanone sollte eingebaut und eine auf dem Holt-System entwickelte Kette von FCM, die Firma hatte hierfür ein eigenes Forschungsprojekt durchgeführt um die Druckverteilung zu optimieren, verwendet werden. Die FAMH-Federung wurde eingeplant, doch das wurde später wieder geändert. Einige spezielle Forderungen kamen von Etienne persönlich. So sollte ein von innen einstellbares Rad für die Kettenspannung vorhanden sein und der Motorraum sollte über einen kleinen Durchgang vom Kampfraum aus erreichbar gemacht werden. Außerdem sollte die Frontpanzerung 40 mm betragen.
Im November 1925 erhielt Renault den Auftrag ein Holzmodell zu fertigen, welches Anfang 1926 fertig gestellt wurde. Am 27. Januar 1926 wurde entschieden, dass drei Prototypen, des nun Tracteur 30 genannten Fahrzeugs, gebaut werden sollten, dessen finalen Entwurf ein Ingenieur namens Alleaume von der Firma Schneider in Zusammenarbeit mit der Section Technique des Chars de Combat (STCC) erstellt hatte. Den ersten Prototyp sollte Renault liefern, die nächsten beiden FCM und FAHM.

### Erste Prototypen
Erste Prototypen standen 1931 zur Verfügung. Drei Exemplare wurden 1932 in den jährlichen Manövern des französischen Heeres erprobt.
Die Serienfertigung des Typs Char B1 bis mit einer längeren Kanone begann erst 1937 – bis zum Mai 1940 waren 361 Stück an die Truppe ausgeliefert, die in Panzerdivisionen (Divisions Cuirassées de Réserve) zusammengefasst wurden.

### Technische Beschreibung
Es handelte sich um ein kompaktes Fahrzeug mit umlaufender Kette und einem kleinen Turm, in dem sich eine 47-mm-Kanone sowie ein Koaxial-Maschinengewehr (Reibel, Kaliber 7,5 mm) befanden. In der Wannenfront waren ein weiteres Maschinengewehr und eine seitlich jeweils nur um ein Grad schwenkbare 75-mm-Haubitze mit kurzem Rohr eingebaut, die nur durch Drehung des ganzen Fahrzeugs seitlich gerichtet werden konnte.

### Produktion
Die Gesamtproduktion betrug ungefähr 405 Fahrzeuge. Die Panzer wurden nur zum Teil (182 Stück) bei Renault hergestellt und hießen daher eigentlich nicht Renault Char B1 – diese Bezeichnung kommt jedoch gelegentlich in der Literatur vor.

#### Char B1
Der originale Char B1 war von vorne und an den Seiten bis zu 40 mm stark gepanzert. Die Fahrzeuge waren mit dem rundum drehenden APX1-Turm mit der 47-mm-Kanone L/27 SA 34 bestückt. Das Geschütz hatte eine geringe Leistung gegen Panzer, die 30 Schuss Armour Piercing High Explosive (APHE) konnten bestenfalls 25 mm Panzerung durchschlagen. Weitere 20 Schuss Sprenggranaten wurden mitgeführt. Die weitere Bewaffnung bestand aus der 75-mm-ABS 1929 SA35, die auf der rechten Seite der Fahrzeugwanne montiert war, und zwei 7,5-mm-Châtellerault M 1931 Maschinengewehren, eines in der Wanne und eines koaxial im Turm. Das Maschinengewehr in der Wanne war fest rechts von der 75-mm-Kanone montiert. Man konnte es praktisch von außen nicht erkennen, doch da man damit nicht wirklich zielen konnte, wurde es im Einsatz nahezu nie benutzt. Die 75-mm-Kanone mit einer Kaliberlänge L/17,1 konnte Sprenggranaten und panzerbrechende APHE Geschosse, vom Typ Obus-de-rupture Modèle 1910M verschießen. Doch es verfügte für das genauere Richten nur über einen Seitenrichtbereich von je einem Grad links bzw. rechts. Damit war das grobe Zielen Aufgabe des Fahrers, der mit dem hydraulischen Präzisionsgetriebe Typ „Naeder“ das Fahrzeug ausrichten musste. Die seitliche Drehbarkeit des Panzers auf der Stelle war nur deshalb erforderlich geworden, damit man das Geschützrohr entsprechend der verfügbaren Richtoptik präzise auf das Ziel ausrichten konnte. Das große Geschütz wurde von einem dafür zuständigen Ladeschützen bedient. Die 47-mm-Kanone und das Maschinengewehr im Turm wurden alleine vom Kommandanten bedient, der zusätzlich Befehle an die Mannschaft gab oder bei Führungsfahrzeugen auch noch an andere Fahrzeuge. Hierzu konnte der Funker der auf der linken Seite des Fahrzeugs untergebracht war, mit dem ER53 Funkgerät, gemorste Nachrichten versenden und empfangen. Sprechfunk war nicht möglich. Gegenüber dem Funker, auf der rechten Fahrzeugseite, war eine seitliche Ausstiegsluke eingebaut. Eine Luke im hinteren Brandschott ermöglichte den Zugang zu einem schmalen Gang rechts vom Motor, unter dem Gang waren 19 Schuss Munition, von insgesamt 80 Schuss, der 75-mm-Kanone gelagert. Der Motor hatte offiziell 250 PS (190 kW), doch tatsächlich stellte man fest, dass er 272 PS (203 kW) leisten konnte. Jeder dieser schweren Panzer hatte einen eigenen dreiköpfigen Trupp Mechaniker, die im Fall eines Kampfes, die Möglichkeit hatten die Besatzung zu unterstützen.
Mit 16 Laufrollen auf jeder Seite kann man das Laufwerk des B1 als komplex bezeichnen. In der Mitte waren je vier Laufrollen in drei Laufrollenwagen zusammengefasst, die je eine große vertikale Federdämpfung hatten. Dabei war jeder große Laufrollenwagen nochmals in zwei bewegliche Wagen mit je 2 Laufrollen unterteilt. Die Federdämpfung saß in einem horizontalen Träger an dessen Enden vorne 3 und hinten eine weitere einzeln mit Blattfedern gefederte Laufrolle saßen. Die vorderste und hinterste Laufrolle konnten zur Einstellung der Kettenspannung genutzt werden. Die hoch umlaufende Kette verlieh dem Fahrzeug einen altmodisches Erscheinungsbild, welches natürlich auch die lange Entwicklungszeit widerspiegelte. Zwischen Dezember 1935 und Juli 1937 wurden 34 Char B1 gebaut. Die Fahrgestellnummern gingen von 102 bis 135. Aus dem Fahrgestell 101 wurde der Prototyp des Char B1 ter gebaut.

#### Char B1 bis
Der Char B1 bis war die modernisierte Ausführung des B1. Mit einer Panzerung von bis zu 60 mm (55 mm an den Seiten) und dem neueren APX4 Gefechtsturm mit der längeren 47-mm-Kanone L/32 SA 35, welche die Durchschlagleistung der Kanone deutlich erhöhte. Dieses Fahrzeug wurde der Haupttyp des Char B1 und seine Produktion lief vom 8. April 1937 bis in den Juni 1940. Es wurden von den bestellten 1.144 Fahrzeugen bis zu diesem Zeitpunkt 369 dieser Fahrzeuge ausgeliefert. Hierbei wurden die Seriennummern 201 bis 569 verwendet.
Vor Kriegsbeginn war die Auslieferung sehr langsam gewesen, so dass bis zum 1. September 1939 nur 129 fertiggestellt waren. Noch im Dezember 1939 lag die Monatsproduktion bei nur 15 Fahrzeugen. Im März 1940 wurde mit 45 Fahrzeugen die höchste Produktionskapazität erreicht.
Der Char B1 bis erreichte mit einem 307 PS (229 kW) Benzinmotor eine maximale Geschwindigkeit von 25 km/h. Die erste Serie von 35 Char B1 bis mit den frühen Motoren wurde von 1938 an bis Mai 1940 nach und nach neu motorisiert. Der Panzer wog jetzt 31,5 t und hatte eine Reichweite von maximal 180 km. Eine solche Reichweite war für damals durchaus üblich. Anders gerechnet war bei einer Geschwindigkeit von 20 km/h der gesamte Kraftstoff von 400 l, verteilt auf drei Tanks, nach 6 Betriebsstunden aufgebraucht. Um längere Betriebszeiten zu ermöglichen, unternahm man Versuche mit einem 800-l-Tank der hinter dem Fahrzeug gezogen wurde, doch diese Idee wurde schnell wieder verworfen. Stattdessen erhielten die Einheiten mit den Char B1 eine große Kraftstoffkolonne mit vielen Lkw und TRC Lorraine 37 L in der Ausführung als spezielle Tankfahrzeuge, um die Panzer im Feld schnell aufzutanken. Die letzten im Juni 1940 produzierten Panzer hatten einen weiteren 170-l-Tank montiert.
Für die Kühlung des leistungsfähigeren Motors wurde der Lufteinlass auf der linken Seite vergrößert. Hierzu wird in der Literatur gelegentlich angenommen, dass diese Lüftungsöffnungen einen Schwachpunkt der Panzerung darstellten. Angeblich hatten am 16. Mai 1940 bei Stonne zwei deutsche 3,7-cm-Panzerabwehrkanonen drei Char B1 ausgeschaltet, indem diese aus kurzer Entfernung in die Schlitze schossen. Diese Lüftungsöffnung war eine Anordnung von horizontalen Schlitzen, die wechselnd auf- und abwärts gewinkelt waren. Diese waren zwischen 28 mm starken Panzerplatten angeordnet und in dieser 150-mm-Konstruktion nicht mehr empfindlich als die normale 55-mm-Seitenpanzerung.
Während der Produktionszeit erfuhr der Char B1 nach und nach Verbesserungen. Die Fertigungsnummern 306 bis 340 erhielten 62 Schuss 47-mm-Munition und wie zuvor 4.800 Schuss MG-Munition. Bei späteren Fahrzeugen wurden 72 Schuss für die 47-mm-Kanone und 5.250 Schuss für das Maschinengewehr mitgeführt. Allerdings wurde der Munitionsvorrat für das 75-mm-Geschütz verringert. Während der frühe B1 80 Schuss mitführte, von denen normalerweise nur sieben APHE Geschosse waren, hatten die neuen Panzer nur noch 74 Schuss verfügbar.
Anfang 1940 wurde das ER51 Funkgerät durch das ER53 ersetzt, welches endlich Sprechfunk ermöglichte. Die Fahrzeuge der Kompanie- und Bataillonsführer hatten zusätzlich noch ein ER55 für die Kommunikation mit höheren Dienststellen. Beim 1re DCR entschied man sich, die alten Funkgeräte zu behalten, da der Maschinenlärm oft die Stimme des Funkers übertönte.

#### Char B1 ter
Die Entwicklung des Char B1 ter begann zu der Zeit als Gelder in die Produktion des Char B1 bis flossen, die eine Erhöhung der Panzerung auf 75-mm ermöglichen sollten. Ein Entwurf mit einer gewinkelten, geschweißten 70-mm-Panzerung, einem Gewicht von 36,6 t und einer 350-PS-Motorisierung (260 kW) sollte den Char B1 bis ersetzen und eine Massenproduktion erleichtern. Ein erster Schritt war für den Sommer 1940 geplant, doch dieser wurde dann später auf März 1941 verschoben.
Im Zuge des Neuentwurfs hatte man Platz für ein weiteres Besatzungsmitglied geschaffen, einen Mechaniker. Die Kosten waren reduziert worden, indem man auf das komplexe „Naeder“-Getriebe verzichtete und stattdessen den Seitenrichtbereich der Haubitze auf fünf Grad je Seite erhöhte. Schon 1937 wurde der erste Prototyp präsentiert. Doch vor der französischen Kapitulation waren nur drei Prototypen fertig gestellt worden.
Im Mai 1940 war mit den Briten ausgehandelt worden, dass pro Monat neun Char B1 geliefert werden sollten, dafür würden die Briten die Produktion des Hotchkiss H39 beginnen. Die drei Prototypen sollten am 17. Juni 1940 evakuiert werden, doch wurde ihr Schiff, die Mécanicien Principal Carvin, am 21. Juni auf der Gironde von deutschen Bombern versenkt. Manche glauben, dass ein weiterer Prototyp von den italienischen Streitkräften erbeutet wurde.

#### Zusammenfassung
Die Frontpanzerung von 60 Millimeter Stärke konnte von keiner regulären deutschen Panzerabwehrkanone durchschlagen werden. Einzig die oftmals zur Panzerabwehr eingesetzte 8,8-cm-FlaK konnte den B1 effektiv bekämpfen. Auch die Kanonen aller damaligen deutschen Kampfpanzer konnten die Front des B1 nicht durchschlagen. Nur durch die Verwendung der spärlich vorhandenen Panzergranate 40 – ein Hartkerngeschoss mit einem Wolframcarbidkern – konnte ein Panzer III den B1 bis auf 100 m von vorne bekämpfen. Für die 7,5-cm-Stummelkanone der früheren Modelle des Panzers IV wurde im Sommer 1940 eine Hohlladungsgranate eingeführt, die den B1 bei einem Treffer theoretisch bei jeder Entfernung ausschalten konnte.
Als man in Frankreich erkannte, dass eine technologische Entwicklung auf Basis des Char B1 nicht fortgesetzt werden konnte, wurden Nachfolgemodelle wie der Char G1R entworfen, jedoch nicht gebaut.

## Einsatz
1940 war der Char B1 hinsichtlich Panzerung allen deutschen Panzern überlegen. Der Panzer war mit seinen 47- und 75-mm-Kanonen ebenso den damaligen Modellen der Achsenmächte an Feuerkraft überlegen. Nachteilig war seine geringe Beweglichkeit und der vergleichsweise kleine Treibstofftank, der nur eine Operationszeit von rund zwei Stunden querfeldein zuließ. Ein weiterer Nachteil war der Ein-Mann-Turm, in dem der Kommandant gleichzeitig die Funktion des Richtschützen und des Ladeschützen der 47-mm-Kanone übernehmen musste und – bei Bedarf – auch das Turm-MG bedienen musste. Ein Mitglied der Besatzung bediente dagegen nur das nicht in allen Fahrzeugen vorhandene Funkgerät. Ein weiteres Problem war, dass der Fahrer auch noch die Höhenrichtanlage der 75-mm-Haubitze in der Front bedienen musste. Als Ladeschütze für die Haubitze fungierte der Funker.
Ein Beispiel seiner Überlegenheit gegenüber den deutschen Panzern zeigte das Gefecht um das Dorf Stonne südlich von Sedan. Hier gelang es am Morgen des 16. Mai 1940 dem Führungspanzer „Eure“ von der 1. Kompanie des Panzerbataillons 41 unter dem Befehl von Hauptmann Pierre Billotte, während eines Gegenangriffs bis zur einzigen Straße des Dorfes vorzudringen. Dort stieß er auf eine aus 11 Panzer III und 2 Panzer IV bestehende Kolonne der 10. Panzerdivision. Mit seinen beiden Kanonen schoss „Eure“ alle 13 Panzer ab und vernichtete zudem zwei Panzerabwehrkanonen, während er 140-mal getroffen wurde, ohne dass ein Durchschlag erzielt wurde.
Ein weiteres Beispiel ist das Gefecht von Arras am 21. Mai 1940. Char-B1-Modelle und andere schwer gepanzerte Panzer der Briten und Franzosen hielten die Panzerspitzen von Erwin Rommel beinahe auf. Der Einsatz der 8,8-cm-Flak auf deutscher Seite verhinderte eine Niederlage.

## Weitere Verwendung bei der Wehrmacht
Nach dem Abschluss der Angriffsoperationen im Westen, die mit der französischen Kapitulation und dem Waffenstillstand von Compiègne am 22. Juni 1940 endeten, war eine größere Stückzahl von Char B1 von der Wehrmacht erbeutet worden. Die noch im schnellen Wachstum befindliche deutsche Armee nutzte einen Teil unmittelbar und nach Umbau als
- Panzerkampfwagen B 1Bis 740 (f)

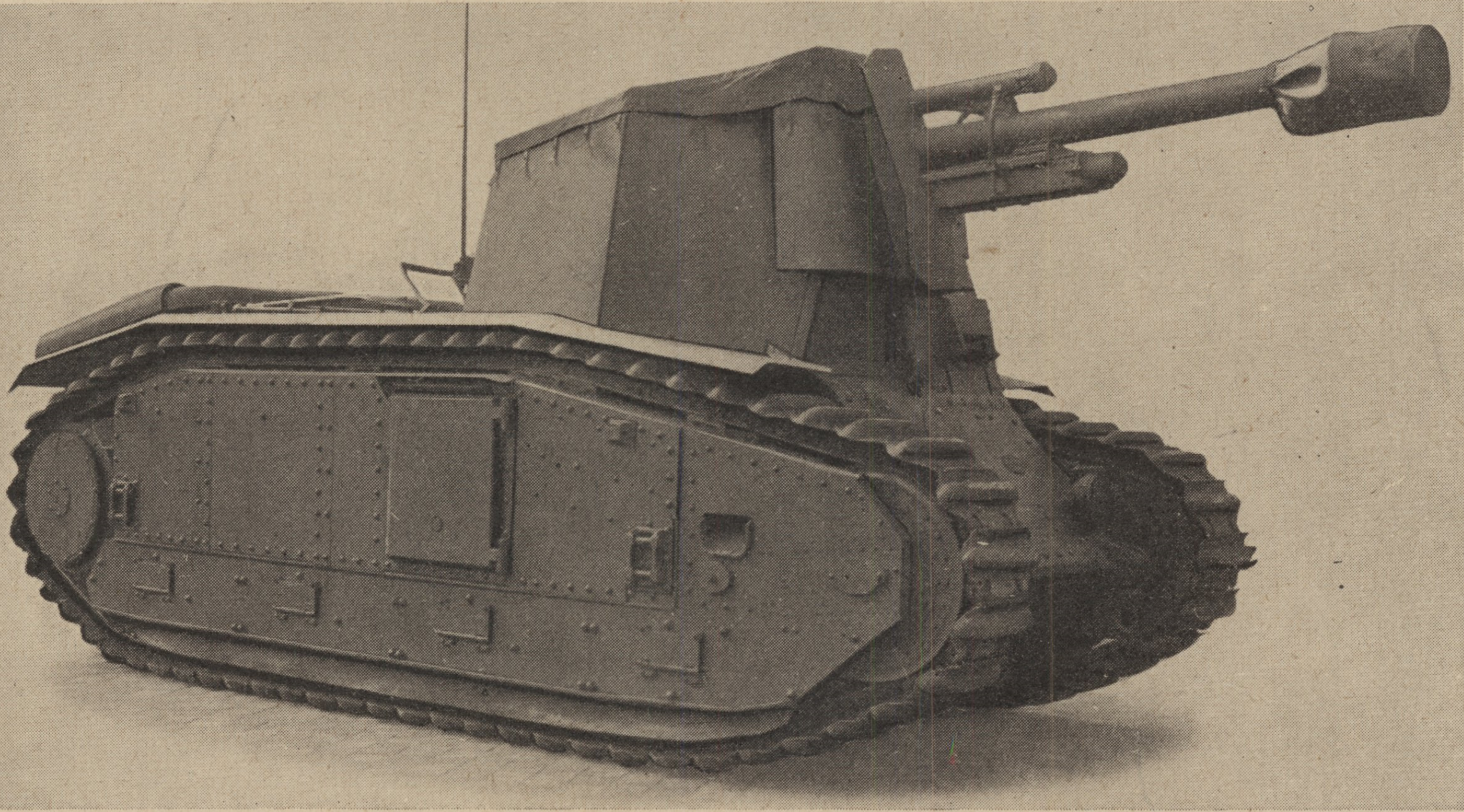
Leichte Feldhaubitze 18/3 (Sf.) auf Gw. B2 (f)

- Flammenwerferpanzer Renault B2 (f) (ca. 60 Fahrzeuge)
- 10,5-cm-lFH 18/3 auf Gw B2 (f) (18 Fahrzeuge)

Einzelne Fahrzeuge kamen, nachdem der Turm entfernt worden war, als Fahrschulfahrzeuge und Munitionsschlepper zum Einsatz.

### Einsatz bei der Wehrmacht
Verschiedene Einheiten nutzten den Char B1/B1 bis:
- Panzer-Brigade 100
- Panzer-Regiment 100
- Panzer-Ersatz-Abteilung 100
- Panzer-Abteilung (F) 102
- Panzer-Abteilung 213
- SS-Panzer-Abteilung „Prinz Eugen“
- Panzer-Kompanie z.b.V. 12
- Panzer-Abteilung 223
- Beutepanzer-Kompanie 223
- I./ Artillerie-Regiment 93 / 26. Panzer-Division
- II./ Panzer-Regiment 1 / 1. Panzer-Division
- Panzer-Regiment 2 / 16. Panzer-Division
- I./ Panzer-Regiment 36 / 14. Panzer-Division
- Panzer-Abteilung 205
- Panzer-Kompanie 206
- Panzer-Kompanie C (ND) 224
- Panzerjäger-Abteilung 657 (PK 224)

## Technische Daten

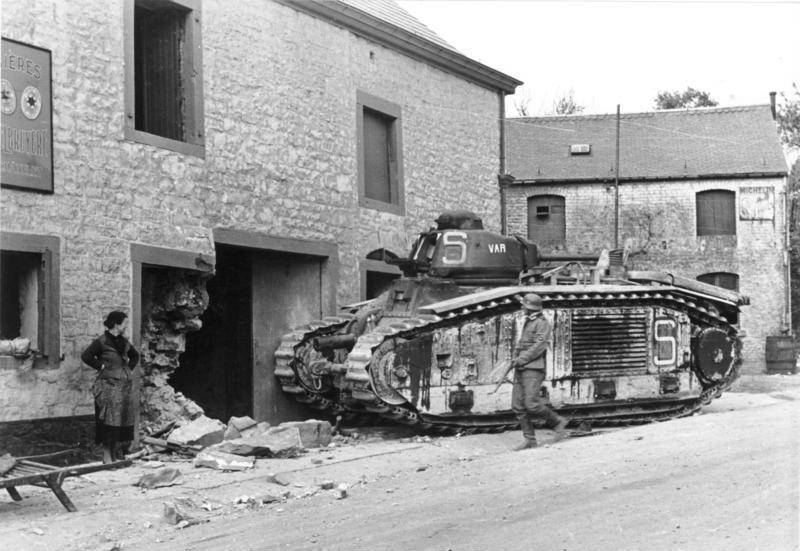
Zerstörter B1

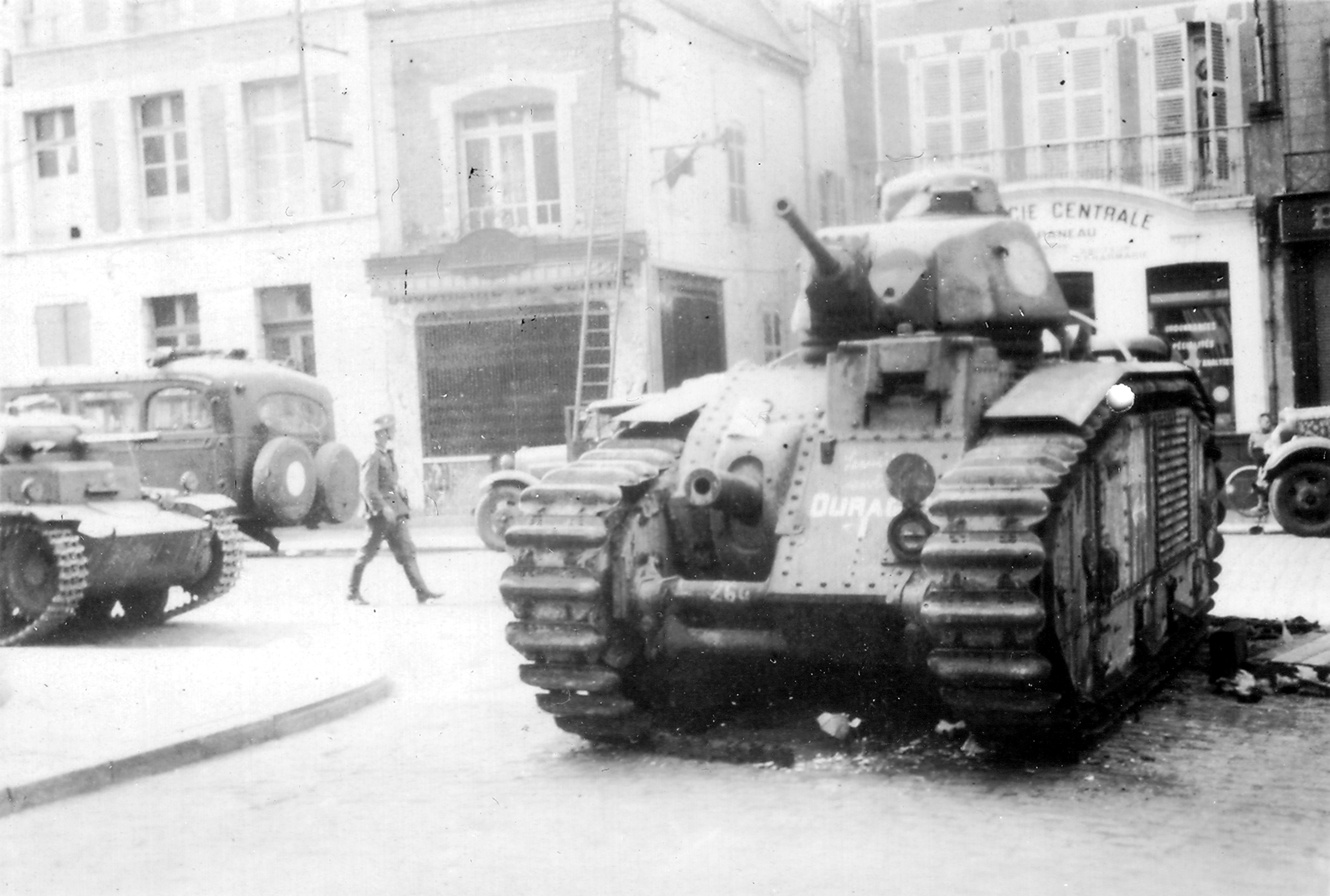
Im Westfeldzug eroberter B1

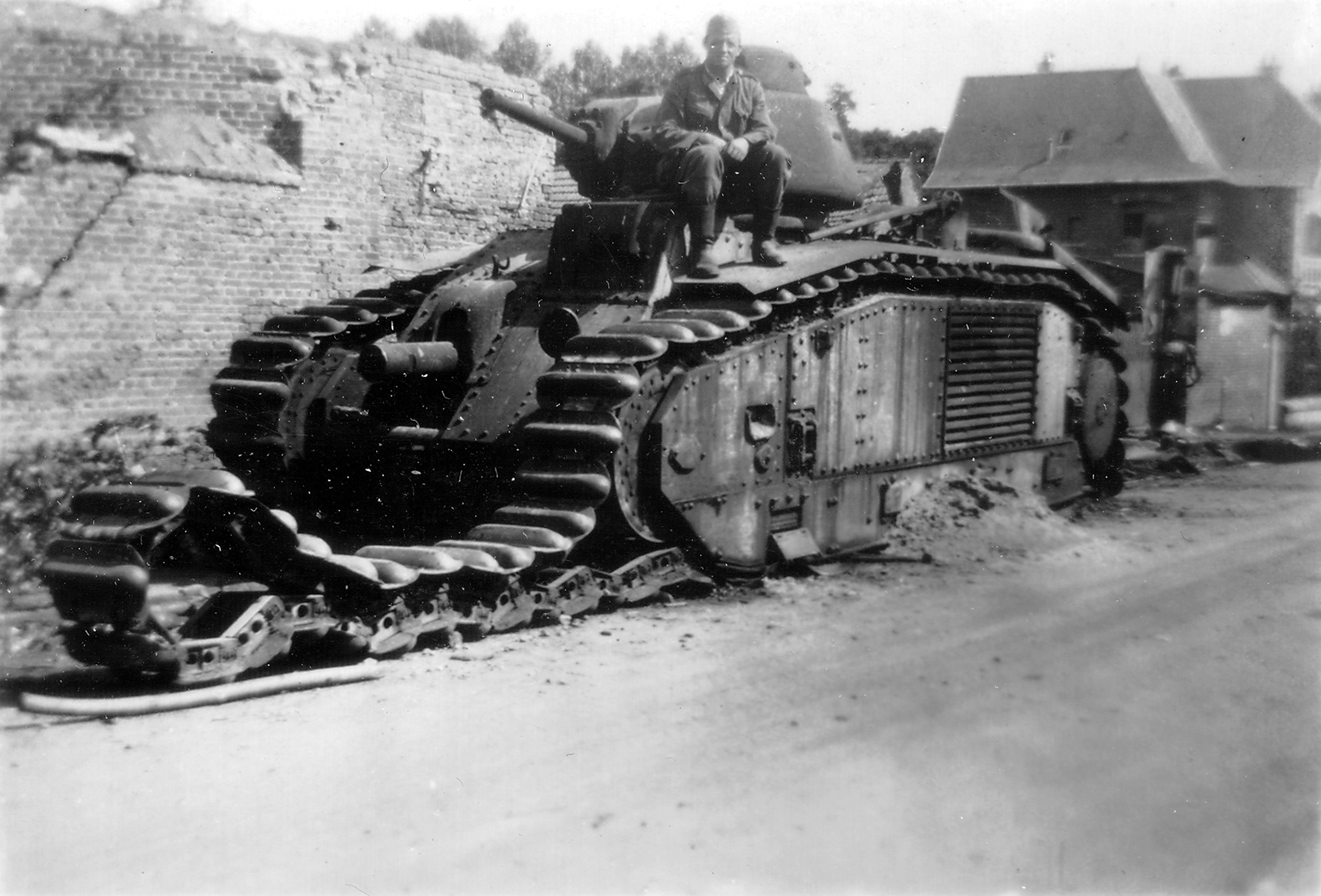
Im Westfeldzug zerstörter B1

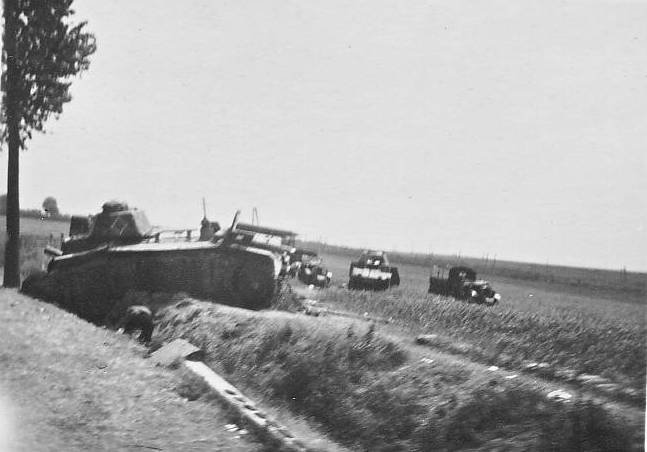
Im Mai 1940 in Frankreich abgeschossener B1

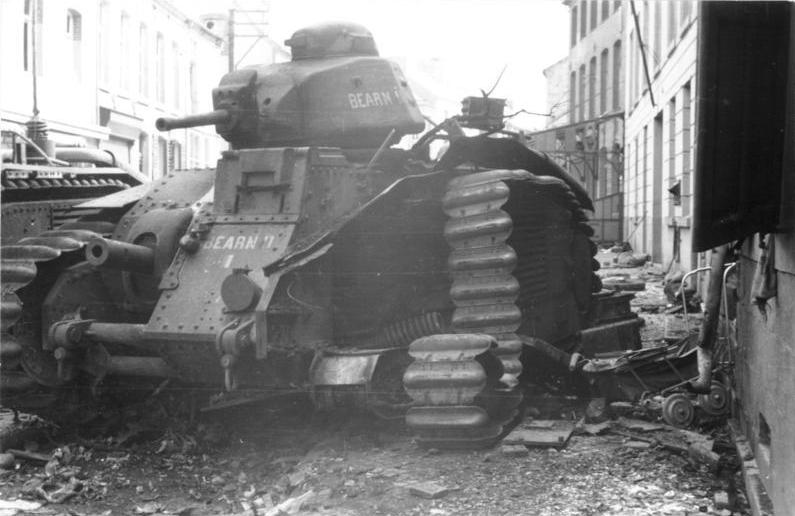
Von ihrer Mannschaft zerstörter Char B1 bis des 1 DCR in Beaumont im Mai 1940

| Char B1                      |                                               |
| 0Allgemeine Eigenschaften    |                                               |
| Besatzung                    | vier Soldaten                                 |
| Gefechtsgewicht              | 31,5 t                                        |
| spez. Bodendruck             | 0,85 kg/cm²                                   |
| Länge                        | 6,37 m                                        |
| Breite                       | 2,50 m                                        |
| Höhe                         | 2,79 m                                        |
| Bodenfreiheit                | 45 cm                                         |
| Kettenbreite                 | 50 cm                                         |
| 0Bewaffnung                  |                                               |
| Hauptbewaffnung              | 75-mm-Kanone L/17 47-mm-Kanone L/32           |
| Sekundärbewaffnung           | 1 × MG                                        |
| Kampfbeladung HW             | 74 Geschosse 50 Geschosse                     |
| Kampfbeladung MG             | 5100 Schuss                                   |
| 0Fahrleistung                |                                               |
| Motor                        | Sechszylinder-Reihenmotor (Renault-Ottomotor) |
| Kühlung                      | Wasser                                        |
| Hubraum                      | 16,6 l                                        |
| Bohrung × Hub                | 140 × 180 mm                                  |
| maximale Drehzahl            | 1900/min                                      |
| Leistung                     | 300 PS (220 kW)                               |
| Literleistung                | 18,2 PS/l                                     |
| Gewichtsbezogene Leistung    | ca. 9,4 PS/t                                  |
| Getriebe                     | fünf Vorwärts-, ein Rückwärtsgang             |
| Höchstgeschwindigkeit Straße | 28 km/h                                       |
| Kraftstoffvorrat             | 400 l                                         |
| Reichweite Straße            | 180 km                                        |
| Reichweite Gelände           | 100 km                                        |
| Lenkung                      | Doppeldifferential                            |
| Laufrollen                   | 14                                            |
| Federung                     | Schraubenfedern                               |
| Wattiefe                     | 72 cm                                         |
| 0Panzerung                   |                                               |
| Wannenbug                    | 14–65 mm                                      |
| Wannenseite                  | 55 mm                                         |
| Wannenheck                   | 55 mm                                         |
| Wannendach                   | 14–27 mm                                      |
| Wannenboden                  | 22 mm                                         |
| Turmfront                    | 55 mm                                         |
| Turmseite                    | 45 mm                                         |
| Turmheck                     | 45 mm                                         |
| Turmdach                     | 28 mm                                         |